# Вагнер, Александр Винцевич
Александр Винцевич Вагнер (род. 1918 году, в Джанкое, Крым - умер 13 октября 1994 году) — комбайнёр Чехоградской МТС Мелитопольского района Запорожской области. Герой Социалистического Труда (04.02.1952).

## Биография
В 1918 году в городе Джанкой в Крыму в семье немцев родился Александр Вагнер.
Начал свою трудовую деятельность в 1933 году в селе Новгородовка Мелитопольского района (ныне Запорожской области) Украинской ССР. Позже успешно завершил обучение в училище комбайнёров. Стал трудиться по профессии в Чехоградской МТС Мелитопольского района Запорожской области.
В 1951 году сумел намолотить на самоходном комбайне С-4 за 22 рабочих дня 6183 центнера зерновых.
Указом от 4 февраля 1952 года за высокие достижения на обмолоте зерновых был удостоен звания Герой Социалистического Труда.
Умер 13 октября 1994 года.

## Награды
Имеет следующие награды, за трудовые успехи:
- Герой Социалистического Труда (04.02.1952);
- Орден Ленина (04.02.1952).